# Nizami (Sabirabad)
Nizami è un comune dell'Azerbaigian situato nel distretto di Sabirabad. Conta una popolazione di 2 852 abitanti.